# Lijst van Nederlandse films (2020-2029)
Dit is een lijst van Nederlandse films in de periode van 2020 t/m 2029, in chronologische volgorde.

## Lijst

### 2020
| Titel                                                                               | Jaar                  | Regisseur                               | Acteurs                                            | Genre         | Bijzonderheden                                                                                          |
| ----------------------------------------------------------------------------------- | --------------------- | --------------------------------------- | -------------------------------------------------- | ------------- | --- |
| Onze jongens in Miami                                                               | 30 januari 2020       | Johan Nijenhuis                         | Jim Bakkum Sanne Vogel Eva van de Wijdeven         | Komedie       | |
| De grote slijmfilm                                                                  | 5 februari 2020       | Hans Somers                             | Géza Weisz Tina de Bruin                           | Jeugdfilm     | |
| Kruimeltje en de strijd om de goudmijn                                              | 5 februari 2020       | Diede in 't Veld                        | Viggo Neijs Loek Peters Victor Löw                 | Jeugdfilm     | |
| De beentjes van Sint-Hildegard                                                      | 13 februari 2020      | Johan Nijenhuis                         | Herman Finkers Johanna ter Steege Leonie ter Braak | Drama Komedie | Twents dialect gesproken                                                                                |
| Drama girl                                                                          | 5 maart 2020          | Vincent Boy Kars                        | Leyla de Muynck Pierre Bokma                       | Drama         | |
| Porselein                                                                           | 12 maart 2020         | Jenneke Boeijink                        | Tom Vermeir Laura de Boer Peggy Vrijens            | Drama         | |
| Vanwege het coronavirus waren er geen filmpremières tussen 13 maart en 11 juni 2020 |                       |                                         |                                                    |               | |
| Goud                                                                                | 2020                  | Rogier Hesp                             | Marcel Hensema David Wristers Loes Haverkort       | Sportdrama    | Film stond gepland voor een bioscooprelease in april 2020 Begin juni 2020 kwam de film uit op on demand |
| Rundfunk: Jachterwachter                                                            | 11 juni 2020          | Rob Lücker                              | Tom van Kalmthout Yannick van de Velde             | Komedie       | |
| Groeten van Gerri                                                                   | 25 juni 2020          | Frank Lammers                           | Frank Lammers Fedja van Huêt                       | Komedie       | |
| De piraten van hiernaast                                                            | 1 juli 2020           | Pim van Hoeve                           | Tygo Gernandt Egbert-Jan Weeber                    | Jeugd Komedie | |
| Alles is zoals het zou moeten zijn                                                  | 29 juli 2020          | Ruud Schuurman                          | Barbara Sloesen Jan Kooijman                       | Drama Komedie | naar de debuutroman van Daphne Deckers                                                                  |
| Engel                                                                               | 6 augustus 2020       | Dennis Bots                             | Liz Vergeer Barry Atsma                            | Jeugd         | |
| I.M.                                                                                | 27 september 2020     | Michel van Erp                          | Wende Snijders Ramsey Nasr                         | Drama         | biopic over het leven van Ischa Meijer                                                                  |
| Buladó                                                                              | 1 oktober 2020        | Eche Janga                              | Everon Jackson Hooi Felix de Rooy                  | Drama         | Gouden kalf beste film                                                                                  |
| Casanova's                                                                          | 8 oktober 2020        | Jamel Aatache                           | Jim Bakkum Lieke van Lexmond                       | Komedie       | |
| Jackie en Oopjen                                                                    | 14 oktober 2020       | Annemarie van de Mond                   | Karina Smulders Jaap Spijkers                      | Familie       | |
| Buiten is het feest                                                                 | 22 oktober 2020       | Jelle Nesna                             | Abbey Hoes Georgina Verbaan                        | Drama         | |
| De vogelwachter                                                                     | 19 november 2020      | Threes Anna                             | Freek de Jonge                                     | Drama         | |
| Kom hier dat ik u kus                                                               | 10 december 2020      | Sabine Lubbe Bakker Niels van Koevorden | Tom Vermeir                                        | Drama         | Belgische co-productie. Gebaseerd op de roman van Griet Op de Beek.                                     |
| Bon Bini: Judeska in da House                                                       | 10 december 2020 2020 | Jonathan Herman                         | Jandino Asporaat Cynthia Abma                      | Komedie       | |

### 2021
| Titel                                          | Jaar              | Regisseur                           | Acteurs                                               | Genre               | Bijzonderheden                                    |
| ---------------------------------------------- | ----------------- | ----------------------------------- | ----------------------------------------------------- | ------------------- | ------------------------------------------------- |
| Just Say Yes                                   | 2 april 2021      | Aram van de Rest Appie Boudellah    | Yolanthe Cabau                                        | Romantiek Komedie   | op Netflix                                        |
| Ferry                                          | 14 mei 2021       | Cecilia Verheyden                   | Frank Lammers Elise Schaap                            | Misdaad             | op Netflix                                        |
| De Slag om de Schelde                          | 5 juni 2021       | Matthijs van Heijningen jr.         | Gijs Blom                                             | Drama Oorlog        |                                                   |
| De Oost                                        | 5 juni 2021       | Jim Taihuttu                        | Martijn Lakemeier Marwan Kenzari                      | Drama Oorlog        |                                                   |
| De expeditie van familie Vos                   | 5 juni 2021       | Bob Wilbers                         | Levi Otto Raymonde de Kuyper                          | Familie             |                                                   |
| Zwaar verliefd! 2                              | 24 juni 2021      | Marc Wilard                         | Barbara Sloesen Jim Bakkum                            | Romantiek           |                                                   |
| De Kameleon aan de ketting                     | 1 juli 2021       | Steven de Jong                      | Sens & Imme Gerritsen                                 | Familie Jeugd       | Derde film in de Kameleon-reeks                   |
| De nog grotere slijmfilm                       | 7 juli 2021       | Martijn Smits                       | Bibi Matheu Hinzen                                    | Jeugdfilm           |                                                   |
| Herrie in Huize Gerri                          | 8 juli            | Frank Lammers                       | Frank Lammers Sanne Langelaar                         | Komedie             |                                                   |
| Meskina                                        | 22 juli 2021      | Daria Bukvic                        | Maryam Hassouni Nasrdin Dchar Bilal Wahib             | Multiculti-film     |                                                   |
| Luizenmoeder                                   | 28 juli 2021      | Ilse Warringa Jan-Albert de Weerd   | Ilse Warringa Jennifer Hoffman                        | Komedie             | In navolging van de serie De Luizenmoeder         |
| Niks vreemds aan                               | 19 augustus 2021  | Andrejs Ekis                        | Ilse Warringa Tina de Bruin                           | Komedie             |                                                   |
| De veroordeling                                | 2 september 2021  | Sander Burger                       | Fedja van Huêt Yorick van Wageningen Lies Visschedijk | Thriller            |                                                   |
| Mijn beste vriendin Anne Frank                 | 9 september 2021  | Ben Sombogaart                      | Aiko Beemsterboer Roeland Fernhout                    | Drama               |                                                   |
| Mijn vader is een vliegtuig                    | 24 september 2021 | Antoinette Beumer                   | Elise Schaap Pierre Bokma                             | Drama               |                                                   |
| Berend Botje                                   | 30 september 2021 | Derk van den Berg Mans van den Berg | Thomas Acda Klaas van Kruistum                        | Jeugdfilm           |                                                   |
| Nr. 10                                         | 30 september 2021 | Alex van Warmerdam                  | Tom Dewispelaere Hans Kesting                         | Drama               |                                                   |
| De grote Sinterklaasfilm: Trammelant in Spanje | 6 oktober 2021    | Lucio Messercola                    | Robert ten Brink Pamela Teves Martien Meiland         | Jeugdfilm           |                                                   |
| ANNE+                                          | 14 oktober 2021   | Valerie Bisscheroux                 | Hanna van Vliet Jouman Fattal                         | Drama Komedie       |                                                   |
| Liefde zonder grenzen                          | 11 oktober 2021   | Aram van der Rest Appie Boudellah   | Yolanthe Cabau Hajo Bruins                            | Romantische komedie |                                                   |
| Drijfzand                                      | 21 oktober 2021   | Margot Schaap                       | Hanna van Vliet Elsie de Brauw                        | Drama               |                                                   |
| De vloek van Lughus                            | 27 oktober 2021   | Sjoerd de Bont                      | Tommy van Lent Rein van Duivenboden Anne-Marie Jung   | Jeugdfilm           |                                                   |
| De club van Vijf                               | 31 oktober 2021   | Mark Weistra                        | Sem van Butselaar                                     | Jeugdfilm           |                                                   |
| Alles op tafel                                 | 4 november 2021   | Will Koopman                        | Linda de Mol Lies Visschedijk                         | Drama               | Gebaseerd op de film Perfetti sconosciuti (2016). |
| Captain Nova                                   | 1 december 2021   | Maurice Trouwhorst                  | Anniek Pheifer Kika van de Vijver                     | Science Fiction     |                                                   |
| Mocro Maffia: Meltem                           | 10 december 2021  | Mustafa Duygulu                     | Sinem Kavus Oktay Önder                               | Misdaad             | Videoland                                         |

### 2022
| Titel                                                  | Jaar              | Regisseur                            | Acteurs                                            | Genre             | Bijzonderheden                                             |
| ------------------------------------------------------ | ----------------- | ------------------------------------ | -------------------------------------------------- | ----------------- | ---------------------------------------------------------- |
| Met mes                                                | 26 januari 2022   | Sam de Jong                          | Hadewych Minis Gijs Naber                          | Satire Drama      |                                                            |
| Ik wist het                                            | 17 februari 2022  | Jamal Aatache                        | Sigrid ten Napel Loes Luca                         | Romantiek         | Naar de roman van Chantal van Gastel                       |
| De piraten van hiernaast: De ninja's van de overkant   | 20 april 2022     | Pim van Hoeve                        | Egbert-Jan Weeber Tygo Gernandt                    | Jeugd             |                                                            |
| 2 kleine kleutertjes: Een dag om nooit te vergeten     | 27 april 2022     | Wip Vernooij                         | Chantal Janzen Jan Smit Ronnie Flex Waylon         | Jeugd             | Naar een idee van Jan Smit. Gebaseerd op de tekenfilmpjes. |
| Costa!!                                                | 28 april 2022     | Jon Karthaus                         | Abbey Hoes Soy Kroon                               | Romantiek         |                                                            |
| De openbaring                                          | 5 mei 2022        | Chris. W. Mitchell                   | Victor Löw Leny Breederveld                        | Drama             |                                                            |
| Foodies                                                | 10 mei 2022       | Mannin de Wildt                      | Sanne Vogel Sanne Langelaar                        | Komedie Romantiek |                                                            |
| Moloch                                                 | 19 mei 2022       | Nico van den Brink                   | Sallie Harmsen Anneke Blok                         | Thriller Horror   |                                                            |
| Marokkaanse bruiloft                                   | 2 juni 2022       | Johan Nijenhuis Mina El Hannaoui     | Soumaya Ahouaoui                                   | Komedie Romantiek |                                                            |
| Zwanger & Co                                           | 25 juni 2022      | Johan Nijenhuis                      | Lieke van Lexmond Waldemar Torenstra               | Komedie           |                                                            |
| Bon Bini Holland 3                                     | 29 juni 2022      | Pieter van Rijn                      | Jandino Asporaat Sergio IJssel                     | Komedie           |                                                            |
| De allergrootste slijmfilm                             | 6 juli 2022       | Martijn Smits                        | Bibi Reyns Yolanthe Cabau                          | Jeugd             |                                                            |
| Silverstar                                             | 13 juli 2022      | Diede in 't Veld                     | Bo Maerten Juvat Westendorp Britt Dekker           | Jeugd             |                                                            |
| Knor                                                   | 13 juli 2022      | Mascha Halberstad                    | stemmen: Kees Prins Jelka van Houten               | Animatiefilm      |                                                            |
| Boeien!                                                | 21 juli 2022      | Bob Wilbers                          | Juvat Westendorp Cees Geel                         | Jeugdfilm         |                                                            |
| Strijder                                               | 21 juli 2022      | Camiel Schouwenaar                   | Maik Cillesen Martijn Fischer                      | Jeugd             |                                                            |
| Hart op de juiste plek                                 | 18 augustus 2022  | Bob Wilbers                          | Stijn Fransen Jan Versteegh                        | Romantiek Komedie |                                                            |
| Pink moon                                              | 8 september 2022  | Floor van der Meulen                 | Julia Akkermans Johan Leysen                       | Drama             |                                                            |
| Soof 3                                                 | 15 september 2022 | Anne de Clercq                       | Lies Visschedijk Noortje Herlaar                   | Komedie           |                                                            |
| Het feest van tante Rita                               | 28 september 2022 | Dennis Bots                          | Edsilia Rombley Ridder van Kooten Tooske Ragas     | Familie           |                                                            |
| De grote Sinterklaasfilm: Gespuis in de speelgoedkluis | 5 oktober 22 2022 | Lucio Messercola                     | Robert ten Brink Jan Versteegh Richard Groenendijk | Familie Jeugd     |                                                            |
| Totem                                                  | 12 oktober 2022   | Sander Burger                        | Jean-Philippe Amani Ole van Hoogdalem              | Familie           |                                                            |
| Zee van tijd                                           | 13 oktober 2022   | Theu Boermans                        | Sallie Harmsen Reinout Scholten van Aschat         | Drama             |                                                            |
| De club van Sinterklaas en de race tegen de klok       | 13 oktober 2022   | Martijn Koevoets                     | Wilbert Gieske Anouk De Pater                      | Familie Jeugd     |                                                            |
| Narcosis                                               | 20 oktober 2022   | Martijn de Jong                      | Thekla Reuten Fedja van Huêt                       | Drama             |                                                            |
| Kwestie van geduld                                     | 20 oktober 2022   | Ruud Schuurmans                      | Barbara Sloesen Manuel Broekman                    | Romantiek         |                                                            |
| Grutte Pier                                            | 28 oktober 2022   | Steven de Jong                       | Milan van Weelden Elske DeWall                     | Historisch drama  |                                                            |
| Stromboli                                              | 2 november 2022   | Michiel van Erp                      | Elise Schaap Tim McInnerny                         | Drama Komedie     |                                                            |
| Casa Coco                                              | 7 november 2022   | Bob Wilbers                          | Gerard Cox Joke Bruijs Richard Groenendijk         | Komedie           |                                                            |
| Piece of my heart                                      | 1 december 2022   | Dana Nechushtan                      | Elaine Meijerink, Jan Kooijman, Daniël Boissevain  | Drama             | Gebaseerd op het leven van Olga de Haas.                   |
| Tot zonsondergang                                      | 11 december 2022  | Albert Jan van Rees                  | Chloé Bouterse Yèray Topcu Pascale Kromkamp        | Jeugd             | Onderdeel van Telefilm                                     |
| Ome Cor                                                | 13 december 2022  | Martin van Waardenberg Peter Verhage | Martin van Waardenberg                             | Komedie           |                                                            |
| Hotel Sinestra                                         | 14 december 2022  | Martijn Hillenius                    | Bobbie Mulder, Elise Schaap                        | Jeugd             |                                                            |
| Faithfully Yours                                       | 22 december 2022  | Andre van Duren                      | Bracha van Doesburg, Elise Schaap, Hannah Hoekstra | Drama             |                                                            |

### 2023
| Titel                                                | Jaar            | Regisseur                         | Acteurs                                          | Genre               | Bijzonderheden                 |
| ---------------------------------------------------- | --------------- | --------------------------------- | ------------------------------------------------ | ------------------- | ------------------------------ |
| Fijn Weekend                                         | 18 januari 2023 | Jon Karthaus                      | Sarah Chronis Kay Greidanus Carolien Spoor       | Drama               |                                |
| Klem                                                 | 2 februari 2023 | Frank Ketelaar                    | Barry Atsma Jacob Derwig Georgina Verbaan        | Drama               | Gebaseerd op de tv-serie Klem. |
| Toen ik je zag                                       | 2 maart 2023    | Ben Verbong                       | Noortje Herlaar Egbert-Jan Weeber                | Drama               |                                |
| All inclusive                                        | 16 maart        | Anielle Webster                   | Jennifer Hoffman                                 | Komedie             |                                |
| Grenzeloos Verraad                                   | 27 maart 2023   | Dennis Bots Thomas Nauw           | Peter Nillesen Allard Geerings Dirk Gunther Mohr | Oorlog Drama        |                                |
| Het verloren transport                               | 20 april 2023   | Saskia Diesing                    | Hannah Hoekstra Anna Bachmann                    | Oorlog Drama        |                                |
| Zomer in Frankrijk                                   | 27 april 2023   | Marc de Cloe                      | Jan Kooijman Fockeline Ouwerkerk Jasmine Sendar  | Romcom              |                                |
| Mocro Maffia: Tatta                                  | 28 april        | Victor D. Ponten Joeri Holsheimer | Robert de Hoog Mads Wittermans                   | Misdaad             |                                |
| Het geheugenspel                                     | 18 mei          | Jan Verheyen Lien Willaert        | Anna Drijver                                     | Thriller            |                                |
| De oneindige slijmfilm                               | 5 juli          | Martijn Smits                     | Bibi Matheu Hinzen                               | Avontuur            |                                |
| De Bellinga's: Vakantie op stelten                   | 12 juli         | Armando de Boer                   | Luan Bellinga                                    | Familie             |                                |
| Melk                                                 | 31 augustus     | Stefanie Kolk                     | Frieda Barnhard                                  | Drama               |                                |
| Happy Single                                         | 13 september    | Anna van Keimpema                 | Jamie Grant Juvat Westendorp                     | Romantische komedie |                                |
| De Grote Sinterklaasfilm en de strijd om pakjesavond | 30 september    | Lucio Messercola                  | Robert ten Brink Martien Meiland                 | Familie             |                                |
| Alles is nog steeds zoals het zou moeten zijn        | 9 november      | Erwin van den Eshof               | Barbara Sloesen Walid Benmbarek                  | Komedie Drama       |                                |
| De Tatta's 2                                         | 14 december     | Jamel Aattache                    | Leo Alkemade Leonie ter Braak                    | Komedie             |                                |
| Juf Braaksel en de magische ring                     | 20 december     | Aram van de Rest                  | Nicolette van Dam Kraantje Pappie                | Jeugd Familie       |                                |
| Bon Bini: Bangkok Nights                             | 20 december     | Pieter van Rijn                   | Jandino Asporaat                                 | Komedie             |                                |
| Neem me mee                                          | 11 december     | Will Koopman                      | Jeroen Krabbé Renee Soutendijk                   | Komedie             |                                |

### 2024
| Titel                                            | Jaar              | Regisseur                                   | Acteurs                                                    | Genre               | Bijzonderheden     |
| ------------------------------------------------ | ----------------- | ------------------------------------------- | ---------------------------------------------------------- | ------------------- | ------------------ |
| Verliefd op Bali                                 | 28 januari        | Johan Nijenhuis                             | Anouk Maas Nadja Hüpscher                                  | Komedie Romantiek   |                    |
| Scotoe                                           | 29 januari        | Jamel Aattache Mohammed Chaara Sinan Eroglu | Mohammed Chaara Sinan Eroglu                               | Komedie             |                    |
| De legende van Familie Vos                       | 31 januari        | Bob Wilbers                                 | Levi Otto Edo Brunner                                      | Familie Jeugd       |                    |
| De mooiste dag                                   | 13 juni           | Appie Boudellah                             | Katja Schuurman Hajo Bruins Frank Lammers                  | Drama               |                    |
| Dikkie Dik en de verdwenen knuffel               | 19 juni           | Joost van den Bosch Erik Verkerk            | Burny Bos                                                  | Animatie            |                    |
| OUT                                              | 25 juni           | Dennis Alink                                | Bas Keizer Jefferson Yaw Frempong-Manson                   | Drama               |                    |
| Superkrachten voor je hoofd                      | 10 juli           | Dylan Haegens                               | Finn Vogels Elise Schaap Bas Hoeflaak                      | Familie             |                    |
| Expeditie Cupido                                 | 17 juli           | Erwin van den Eshof                         | Carré Albers Leo Alkemade Bertrie Wierenga                 | Komedie             |                    |
| Het feest van tante Rita 2 - de chocobom         | 24 juli           | Dennis Bots                                 | Edsilia Rombley Esther Mbire Pim Muda                      | Familie             |                    |
| Jimmy                                            | 16 augustus       | David-Jan Bronsgeest                        | Rick Paul van Mulligen Charlie Chan Dagelet Thijs Boermans | Horror              |                    |
| Mocro Maffia: Taxi                               | 23 augustus       | Nasrdin Dchar                               | Iliass Ojja Saïd Boumazoughe                               | Misdaad             | Videoland Original |
| Loverboy: Emoties uit                            | 27 augustus       | Cyriel Guds                                 | Cyriel Guds Julia Batelaan                                 | Misdaad             |                    |
| De Break-Up Club                                 | 9 september       | Jonathan Elbers                             | Juvat Westendorp Holly Mae Brood                           | Romantische komedie |                    |
| Rokjesnacht                                      | 28 september 2024 | Johan Nijenhuis                             | Leo Alkemade Bertrie Wierenga                              | Romantische komedie |                    |
| De Grote Sinterklaasfilm: Stampij in de bakkerij | 2 oktober         | Lucio Messercola                            | Robert ten Brink Martien Meiland                           | Familie             |                    |
| Opa Cor                                          | 14 oktober        | Martin van Waardenberg Peter Verhage        | Martin van Waardenberg Floortje van Waardenberg            | Komedie             |                    |
| Vuur & vlam                                      | 25 oktober        | Erwin van den Eshof                         | Bo Maerten Alkan Çöklü                                     | Drama               |                    |
| Tegendraads                                      | 4 november        | Ben Sombogaart                              | Emma Josten Mehdi Meskar                                   | Historisch drama    |                    |
| De z van zus                                     | 7 november        | Jelle de Jonge                              | Elise Schaap Bracha van Doesburgh                          | Komische drama      |                    |
| Schitterend                                      | 12 december       | Maurice Trouwborst                          | Holly Mae Brood Lies Visschedijk                           | Drama               |                    |
| Dikkie Dik 2: Een nieuwe vriend voor Dikkie Dik  | 18 december       | Joost van den Bosch Erik Verkerk            | André van Duin                                             | Animatie            |                    |

### 2025
| Titel                             | Jaar        | Regisseur                 | Acteurs                                       | Genre                  | Bijzonderheden         |
| --------------------------------- | ----------- | ------------------------- | --------------------------------------------- | ---------------------- | ---------------------- |
| Torch Song                        | 23 januari  | Jeroen Houben             | Carla Juri Markoesa Hamer                     | Drama                  |                        |
| Ik zal zien                       | 2 februari  | Mercedes Stalenhoef       | Aiko Beemsterboer Minne Koole                 | Drama                  |                        |
| Pinksterprins                     | 3 februari  | Karsten de Vreugd         | Jonas Smulders Daniël Boissevain              | Drama                  | Onderdeel van Telefilm |
| Straatcoaches vs Aliens           | 13 februari | Michael Middelkoop        | Daniël Kolf Shahine El-Hamus                  | Komedie Sciencefiction |                        |
| Love Fail Repeat                  | 20 februari | Erwin van den Eshof       | Carré Albers Twan Kuyper                      | Drama Fantasy          |                        |
| Dubbel zes                        | 3 april     | Jonathan Elbers           | Abbey Hoes Jim Bakkum                         | Romantische komedie    |                        |
| Red Flags                         | 9 april     | Lodewijk van Lelyveld     | Kes van den Broek Danny Dorland               | Romantiek Drama        |                        |
| Fabula                            | 10 april    | Michiel ten Horn          | Fedja van Huêt Sezgin Güleç                   | Komedie Misdaad        |                        |
| iHostage                          | 18 april    | Bobby Boermans            | Soufiane Moussouli Marcel Hensema             | Misdaad                |                        |
| Dochters                          | 8 mei       | Johan Nijenhuis           | Anne-Mieke Ruyten Sanne Vogel                 | Drama Komedie          |                        |
| Lekker met de meiden              | 5 juni      | Anna van Keimpema         | Roos Dickmann Stefanie van Leersum            | Komedie                |                        |
| Full Moon                         | 10 juni     | David Cocheret            | Matthijs van de Sande Bakhuyzen Kay Greidanus | Thriller               |                        |
| De film van Rutger, Thomas & Paco | 29 juni     | Hans Somers               | Rutger Vink Thomas van Grinsven               | Familie                |                        |
| Bad Boa's                         | 11 juli     | Gonzalo Fernandez Carmona | Jandino Asporaat Werner Kolf                  | Actie Komedie          |                        |